# Vattenverk

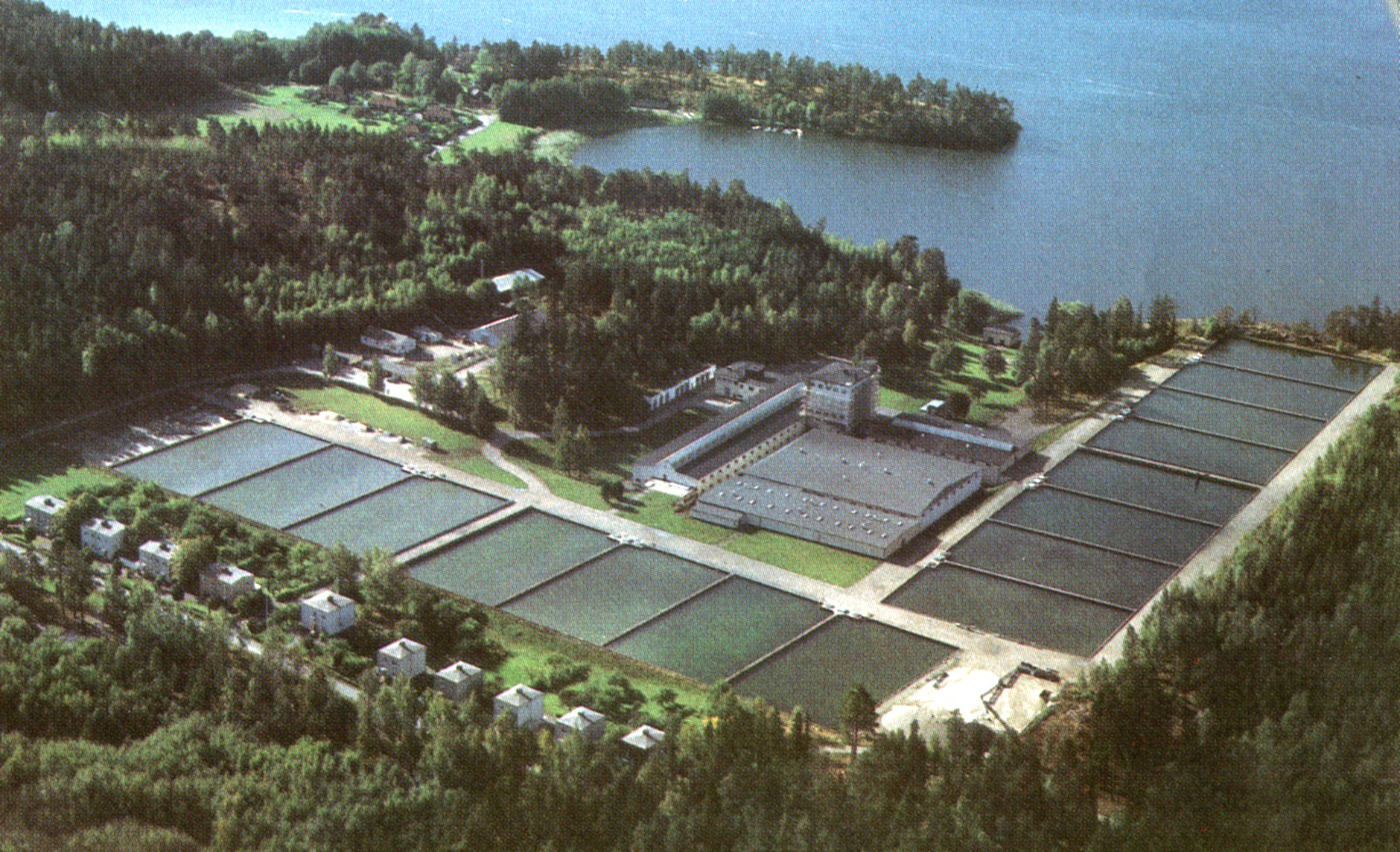
Lovö vattenverkets långsamfilter 1960.

I ett vattenverk renas eller behandlas råvatten från en vattentäkt bestående av grundvatten eller ytvatten. Undantagsvis används havsvatten eller avloppsvatten som måste genomgå en dyr avsaltning för att kunna drickas. Vilka reningssteg som vattnet måste genomgå kan se olika ut beroende på vilken kvalitet råvattnet har. Grundvatten har oftast högre kvalitet än ytvatten och kräver därför vanligen inte lika omfattande rening. Exempel på vad råvattnet behöver renas från är bakterier, virus, organiskt material, miljögifter och tungmetaller. Råvatten från grundvatten måste ofta renas från järn och mangan.
Gränsvärden för det dricksvatten som når konsumenterna finns i Livsmedelsverkets föreskrifter om dricksvatten. Även krav på dricksvattenberedningen och underhåll av vattenverket återfinns i dessa föreskrifter.

## Reningsprocess
Varje vattenverk har en egen process anpassad efter råvattnets kvalité och de krav som ställs på svenskt dricksvatten av livsmedelsverket. Kvaliteten hos grundvattnet avgör om det behövs någon behandling eller om det kan pumpas direkt ut på distributionsnätet. Ofta förekommande reningssteg för grundvatten är: luftning, filtrering, avhärdning, pH-justering och UV-desinfektion
Reningsprocessen för ytvatten har generellt sett fler steg än den för grundvatten då grundvatten redan har genomgått en naturlig filtrering genom marken. Enstaka eller samtliga av följande processer används i kombination för ytnavvet:
1. Först sker en grovfiltrering av större föremål och organismer så som fiskar och alger genom en sil. Det oönskade materialet som tar sig igenom grovfiltreringen hamnar därefter i en flockningskammare.
2. I flockningskammaren tillsätts fällningskemikalier, till exempel aluminiumsulfat som gör att suspenderade partiklar klumpar ihop sig och bildar flockar.
3. Efter flockningen förs vattnet vidare till en sedimenteringsbassäng där flockarna sjunker till botten och avskiljs.
4. För att få bort de sista resterna av flock filtreras vattnet genom ett snabbfilter. I snabbfiltret passerar vattnet genom en cirka 1-2 meter djup sandbädd med en hastighet av cirka 5 m/h. Därefter kan vattnet ledas genom ett så kallat långsamfilter – vattnet passerar här också genom en sandbädd, men med bara med en hastighet av cirka 0,1–0,2 m/h, vilket betyder att filtret tar stor plats.
5. Synliga partiklar är nu avlägsnade efter filtreringen och vattnet kan föras genom ett aktivt kolfilter antingen för att ta bort eventuell dålig lukt och smak, eller för att adsorbera miljögifter och andra oönskade kemiska föreningar[4].
6. Vattnet desinficeras därefter genom dosering av klor, klordioxid eller genom belysning med UV-ljus, numera ofta en kombination av UV-ljus och monokloramin.
7. Som ett sista steg alkaliseras vattnet med natriumhydroxid (NaOH), natriumkarbonat (Na2CO3) eller kalciumhydroxid (Ca(OH)2) för att minska risken för korrosion i ledningsnätet. En liten dos monokloramin kan tillsättas dricksvattnet för att förhindra tillväxt av mikroorganismer i ledningsnätet.

Efter detta är vattnet tillräckligt rent för att skickas ut till distributionsnätet, från vilket vattnet via ledningsnät når våra bostäder, färdigt att drickas.

## Vattenverk i Sverige
I Sverige finns drygt 1 750 kommunala vattenverk , varav många är mycket små. Ungefär hälften av den producerade dricksvattenmängden i kommunala vattenverk kommer från ytvatten, ca 25% från konstgjort grundvatten (ytvatten tillförs ett grundvattenmagasin genom artificiell infiltration) och 25% naturligt grundvatten. Man kan säga att svenska tätorter till 75% är beroende av ytvatten för sin produktion av dricksvatten.
Enligt en undersökning 2012 av Svenskt Vatten uppfyller 123 vattenverk (32 ytvattenverk och 91 grundvattenverk) inte Livsmedelsverkets rekommendationer. 1,44 miljoner svenskar får sitt dricksvatten från de vattenverken.
Rening med membranteknik av olika slag tillämpas idag på flera vattenverk i Sverige, till exempel i Lackarebäck i Göteborg. I framtiden kommer detta förmodligen bli vanligare i svenska vattenverk på grund av en ökad brunifiering av ytvattentäkter.